# Coq de feu
| Éléments du cycle sexagésimal 干支 | Éléments du cycle sexagésimal 干支 | Éléments du cycle sexagésimal 干支 | Éléments du cycle sexagésimal 干支 | Éléments du cycle sexagésimal 干支 | Éléments du cycle sexagésimal 干支 | Éléments du cycle sexagésimal 干支 | Éléments du cycle sexagésimal 干支 | Éléments du cycle sexagésimal 干支 | Éléments du cycle sexagésimal 干支 | Éléments du cycle sexagésimal 干支 | Éléments du cycle sexagésimal 干支 |
| ---------------------------------- | ---------------------------------- | ---------------------------------- | ---------------------------------- | ---------------------------------- | ---------------------------------- | ---------------------------------- | ---------------------------------- | ---------------------------------- | ---------------------------------- | ---------------------------------- | ---------------------------------- |
| 01 Rat bois                        | 02 Buffle bois                     | 03 Tigre feu                       | 04 Lièvre feu                      | 05 Dragon terre                    | 06 Serpent terre                   | 07 Cheval métal                    | 08 Chèvre métal                    | 09 Singe eau                       | 10 Coq eau                         | 11 Chien bois                      | 12 Cochon bois                     |
| 13 Rat feu                         | 14 Buffle feu                      | 15 Tigre terre                     | 16 Lièvre terre                    | 17 Dragon métal                    | 18 Serpent métal                   | 19 Cheval eau                      | 20 Chèvre eau                      | 21 Singe bois                      | 22 Coq bois                        | 23 Chien feu                       | 24 Cochon feu                      |
| 25 Rat terre                       | 26 Buffle terre                    | 27 Tigre métal                     | 28 Lièvre métal                    | 29 Dragon eau                      | 30 Serpent eau                     | 31 Cheval bois                     | 32 Chèvre bois                     | 33 Singe feu                       | 34 Coq feu                         | 35 Chien terre                     | 36 Cochon terre                    |
| 37 Rat métal                       | 38 Buffle métal                    | 39 Tigre eau                       | 40 Lièvre eau                      | 41 Dragon bois                     | 42 Serpent bois                    | 43 Cheval feu                      | 44 Chèvre feu                      | 45 Singe terre                     | 46 Coq terre                       | 47 Chien métal                     | 48 Cochon métal                    |
| 49 Rat eau                         | 50 Buffle eau                      | 51 Tigre bois                      | 52 Lièvre bois                     | 53 Dragon feu                      | 54 Serpent feu                     | 55 Cheval terre                    | 56 Chèvre terre                    | 57 Singe métal                     | 58 Coq métal                       | 59 Chien eau                       | 60 Cochon eau                      |

Le coq de feu est le trente-quatrième élément du cycle sexagésimal chinois. Il est appelé dīngyǒu en chinois, jeongyu en coréen, teiyū en japonais et Đinh dậu en vietnamien. Il est précédé par le singe de feu et suivi par le chien de terre.
À la tige céleste ding est associé le yin et l'élément feu, et par la branche terrestre you, le yin, l'élément métal et le signe du coq.

## Années du coq de feu
La transition vers le calendrier grégorien se fait en multipliant par soixante et en ajoutant trente-sept. Sont ainsi appelées année du coq de feu les années :

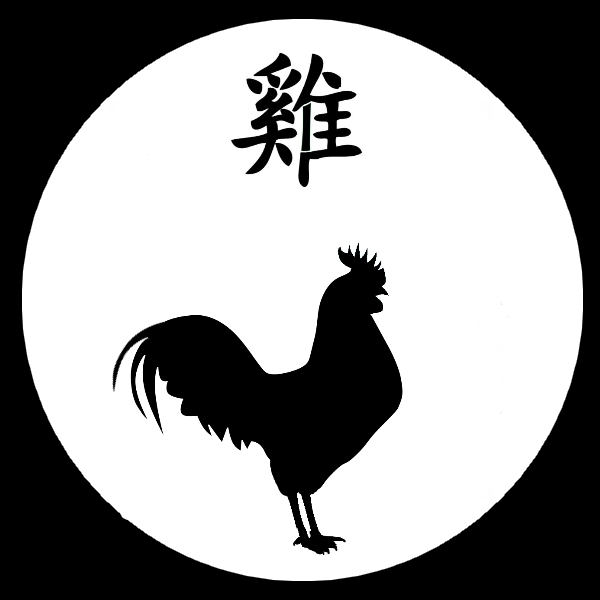
Signe astrologique chinois'Le COQ

| Ier millénaire                                                                                      | IIe millénaire                                                                                                  | IIIe millénaire |
| --------------------------------------------------------------------------------------------------- | --- | --- |
| - 37 - 97 - 157 - 217 - 277 - 337 - 397 - 457 - 517 - 577 - 637 - 697 - 757 - 817 - 877 - 937 - 997 | - 1057 - 1117 - 1177 - 1237 - 1297 - 1357 - 1417 - 1477 - 1537 - 1597 - 1657 - 1717 - 1777 - 1837 - 1897 - 1957 | - 2017 - 2077 - 2137 - 2197 - 2257 - 2317 - 2377 - 2437 - 2497 - 2557 - 2617 - 2677 - 2737 - 2797 - 2857 - 2917 - 2977 |